# Церковь Михаила Архангела (Озёрки)
Церковь Михаила Архангела — утраченный православный храм в селе Озёрки Чердаклинского района Ульяновской области.

## История
Первая деревянная церковь в селе, на средства прихожан, была построена в 1789 году. Церковь была двухпрестольная — во имя Архангела Михаила и Успения Пресвятой Богородицы. Просуществовав до 1846 года, по ветхости она была запечатана. В период с 22 сентября по 5 октября 1855 года представлением Самарской Духовной консистории проект на постройку нового храма рассматривался в Самарской Губернской в строительной и дорожной комиссии. На основании решения комиссии об одобрении работ, на площади 228 квадратных саженей с деревянной оградой вокруг, тщанием надворной советницы Клавдии Ивановны Лазаревой в 1857 году была построена и освящена иерейским чином «однопрестольная, деревянная, холодная, на каменном фундаменте с таковою же колокольнею» церковь во имя Святого Михаила Архистратига на 800 человек. При церкви имелось особо отведённое кладбище, обнесённое деревянной оградой. Причт состоял: священник, диакон и псаломщик .
В 1934 году инициативой местных органов власти было проведено собрание жителей села Озёрки по вопросу принятия решения о прекращении в храме всяческих богослужений с дальнейшей его ликвидацией. Положительное для местных властей решение было поддержано ходатайством райисполкома и Постановлением Президиума Куйбышевского Крайисполкома, в 1936 году храм был закрыт. На основании директив съезда ВКП(б) в целях реализации пятилетних планов по коллективизации и увеличению сборов зерна здание церкви было передано колхозу под зернохранилище. В 1969 году, при реконструкции села под подсобное хозяйство Димитровградского НИИАРа, храм был полностью разобран и распределён в качестве стройматериала работникам хозяйства.
С 1995 года организаторскими трудами Валентины Михайловны Лизуновой при посредничестве генерального директора ЗАО «Озёрки» Евгения Константиновича Букарова произведены приём-передача и начались работы по реконструкции здания бывшего совхозного магазина под молитвенный дом. 30 марта 1997 года состоялась первая Божественная Литургия по освящении иерейским чином молитвенного дома в храм святого Архистратига Божия Михаила.

## Духовенство
В разное время в церкви во имя святого Михаила Архистратига служили:
- Священник штатный — Александр Васильевич Вознесенский (на 1889 г.);
- Священник на диаконском штате — Николай Сахаров (на 1889 г.);
- Диакон на псаломщическом штате — Михаил Доримедонтович Архангельский (на 1889 г.);
- Дьячок — Василий Сидоров (на 1889 г.);
- Священник Александр Вознесенский (на 1902 г.);
- псаломщик / диакон Загудаевский Николай Алексеевич (с 1925 по 1930), затем был переведён в Ильинскую церковь села Кайбелы[3].
- Священник Алексий Михайлов (на 1926 г.),
- Священник Александр Миротворский (на 1930 г.).